# Jean-Michel Cazes
Jean-Michel Cazes (Bordéus, 25 de Março de 1935 - Pauillac, 28 de junho de 2023) foi um produtor e executivo de seguros francês. Ele geriu uma organização de vinhos da AXA Millésimes até ao ano 2000, a agência de seguros da família, e as propriedades da família Cazes até 2006. Ele foi o filho de André Cazes e neto de Jean-Charles Cazes, que adquiriu as primeiras posses da família.